# 劉淵 (元朝)
劉淵（1258年—1307年）元朝东平齐河（今山东省齐河县）人。刘复亨之子。
元世祖至元十一年（1274年）劉淵为千户。九月，领兵巡逻泗州，在淮河九里湾大败南宋军。至元十二年（1275年），在清河又击败宋将朱焕。又跟随别乞里迷失攻淮安。至元十五年（1278年）跟随张弘范征福州、广州、漳州、韶州等州。至元十六年（1279年），领后翼军，跟随张弘范在崖山灭南宋。升为颍州副万户。至元二十四年（1287年），领水步军二万，从镇南王脱欢征交趾，攻万劫江、灵山城。后领绍兴浙江五翼军，守杭州。在当地病故。其子刘无晦。